# Línea L80 (Maldonado)
La línea L80 es una línea de ómnibus de Maldonado (Uruguay) operada por CODESA y de carácter local, que une distintos barrios dentro de la ciudad de San Carlos en modalidad de circuito.
Anteriormente, esta línea era acompañada por la línea L81, pero con motivo de la emergencia sanitaria vigente desde el año 2020 la L81 fue suprimida, quedando únicamente esta línea en servicio.

## Recorridos
CIRCULAR
Terminal San Carlos, Carlos Reyles, Av. Rocha, Atanasio Lapido, Orfilio Valín, Joaquín Suarez, Av. Rocha, Continuación Av. Rocha, Juana Tabárez, Dr. Mautone, Av. Ejido, Av. Alvariza, José Pedro Agorrody, Ubaldina Maurente, Continuación Fernández Chavez, 4 de Octubre, Rincón, Pan de Azúcar, Av. José Enrique Rodó, Av. Andrés Ceberio, Carlos Seijo, Parque Anita, Carlos Seijo, Los Talas, Av. Alvariza, Tomás Berreta, Mariano Soler, Av. Ejido, Magdalena Antonelli, Juana Tabárez, Ruta 39, Islas Canarias, La Rioja, Granada, Islas Canarias, Barcelona, Aragón, Madrid, País Vasco, Ubaldina Maurente, Ejido, Av. Andrés Ceberio, Av. José Enrique Rodó, Terminal San Carlos.

## Paradas
- Treinta Y Tres / Agencia Codesa San Carlos
- 25 de Agosto
- Alejo Fernández Chaves
- Avda. Ejido
- Plaza Rodríguez Barrios
- Avda. Rocha
- Homero Rodríguez
- Salida Viviendas
- Maestra Magdalena Antonelli Moreno (Ex Cont. Sarandí)
- Dr. Mautone
- Quintín Correa
- Basilio Araújo
- Grito De Asencio
- Avda. Ejido
- Carlos A. Cal
- Avda. Alvariza / San Carlos
- Pedro Agorrody
- Dr. Ascheri
- Agustín Abreu
- Ubaldina Maurente
- Ine 13
- 25 de Agosto
- Avda. José Enrique Rodó
- Rincón
- Pan De Azúcar
- Avda. Rodó
- Avda. Ceberio
- Avda. Tomás Berreta
- Joaquín Campana
- Cementerio San Carlos
- Parque Anita
- Cementerio San Carlos
- Los Talas
- Avda. Tomás Berreta / San Carlos
- Ituzaingó
- Mariano Soler
- Rincón
- 18 de Julio
- 25 de Agosto
- Avda. Ejido
- Maldonado
- Lavalleja
- Dr. Carlos Julio Suárez Názer (El Sapo)
- Juana Tabárez
- Andrés Barrios (Ex Cont. Maurente)
- Avda. Wilson Ferreira Aldunate
- Islas Canarias
- Granada
- Islas Canarias
- Barcelona
- Aragón
- Galicia
- Virrey Pedro
- Ejido
- Agustín Abreu
- Dr. Ascheri
- Aiguá
- 25 de Agosto
- Terminal San Carlos
- Avda. Ceberio
- Carlos Cal
- Curbelo
- Leonardo Olivera
- Treinta Y Tres / Agencia Codesa San Carlos

## Barrios servidos
El L80 parte de su Terminal y pasa por: Agencia CODESA, Rodríguez Barrios, Juana Tabárez, Centro, Lavagna, Liceo 2, Sanatorio, Hospital, Parque Anita, Barrio Sur, CEDEMCAR, Barrio Asturias y vuelve a Terminal